# Doncaster & District Senior League
De Doncaster Saturday Football League (voor 2020 Doncaster & District Senior League) is een Engelse regionale voetbalcompetitie. Er zijn twee divisies en de Premier Division bevindt zich op het 13de niveau in de Engelse voetbalpiramide. De league is leverancier voor de Central Midlands Football League.